# 크라운출판사
크라운출판사는 대한민국 서울특별시 종로구에 위치한 출판 기업이다. 1976년 10월 설립되었으며 1980년대까지 기술에 관련된 정보를 공급하였다. 한때는 기술에 관한 서적에 집중하였으나, 오늘날에는 그 외에도 운전면허증, 요리, 미용, 음악, 창업 등 각종 분야의 서적을 출판하고 있다. 2019년 2월 기준으로 대표이사는 이상원이다.